# Аркола (Саскачеван)
Аркола (енгл. Arcola) је малено насеље са службеним статусом варошице на крајњем југоистоку канадске провинције Саскачеван. Налази се на деоници аутопута 13, на око 100 км источно од града Вејберна, односно 70 км североисточно од града Естевана.
Јужно од насеља налази се мањи аеродром.

## Историја
Први насељеници у подручје свега пар километа северније од данашњег насеља почели су да се насељавају око 1882. године, а новоосновано насеље носило је име Клер (Clare). Међутим након што је управа канадских пацифичких железница 1900. означила подручје данашњег насеља као будућу трасу железнице, становници Клера су преселили свој градић на садашњу локацију. Први воз у насеље је стигао 1901, а исте године Аркола је службено организована као село. 
Важну ставку у локалној економији данас представља нафтна индустрија, и у мањем делу пољопривреда.

## Демографија
Према резултатима пописа становништва из 2011. у варошици је живело 649 становника у укупно 303 домаћинства, што је за 27,5% више у односу на 509 житеља колико је регистровано 
приликом пописа 2006. године.
| 2006. | 2011. |
| ----- | ----- |
| 504   | 649   |